# Дарем (Онтарио)
Региональный муниципалитет Дарем — муниципалитет в провинции Онтарио в Канаде, в регионе Золотая Подкова.
По состоянию на 2006 год его население составляло 561 258 жителей. Административный центр — Уитби.
Округ Дарем в канадском парламенте представляет лидер Консервативной партии Эрин О’Тул.

## Физическая география
Муниципальный регион Дарем расположен в южной части провинции Онтарио к востоку от Торонто в столичном районе Торонто.
Южная часть региона выходит на озеро Онтарио и является самой урбанизированной зоной в регионе, а северная представляет собой сельскую местность с небольшими городками.

### Города в составе Дарема
- Эйджакс
- Брок
- Кларингтон
- Ошава
- Пикеринг
- Скугог
- Аксбридж
- Уитби

Здесь также находится индейская резервация Миссиссагас острова Скугог.